# Metabigirorrombicosidodecaedro
Em geometria, o metabigirorrombicosidodecaedro é um dos sólidos de Johnson (J74). Pode ser construído como um rombicosidodecaedro com duas cúpulas pentagonais não opostas rotacionadas 36 graus.